# تشارلز سي. يبرش
تشارلز سي. يبرش هو سياسي أمريكي، ولد في 3 مايو 1928 في شيكاغو في الولايات المتحدة، وتوفي في 1979. انتخب عضو مجلس نواب تينيسي ‏.